# Fiat 518
El Fiat 518,también conocida como  Ardita  ', fue un automóvil de pasajeros de clase media-alta producido por FIAT desde 1933 hasta 1938.

## contesto
Este auto, más grande y "hermana mayor" del Fiat 508 Balilla, fue presentado en varias series. Más precisamente:
- Fiat 518 C , con chasis corto;
- Fiat 518 L , con chasis largo;
- Fiat 518 S , versión deportiva,
- Fiat 518 Coloniale , versión militar para Colonias italianas en África (con las variantes C y L).

Tenían dos tipos de motores:
- 1758 cm³ de desplazamiento: era un motor de cuatro cilindros en línea y desarrolló 40 cv de potencia a 3600 revoluciones por minuto. Se montó en 518 C y en 518 L. Se produjeron 7452 ejemplares.
- Desplazamiento de 1944 cm³: también tenía cuatro cilindros en línea y entregó 45 CV de potencia a 3600 revoluciones por minuto. Se montó en 518 C, en el Colonial 518, en el 518 L y en el 518 S, así como en el camión Fiat 618.

Ambos motores tenían un solo carburador.
Los frenos estaban en las cuatro ruedas, mientras que el freno de estacionamiento estaba en el eje de transmisión. El encendido fue una batería y cambio sincronizados a cuatro relaciones. Los coches eran una tracción trasera.

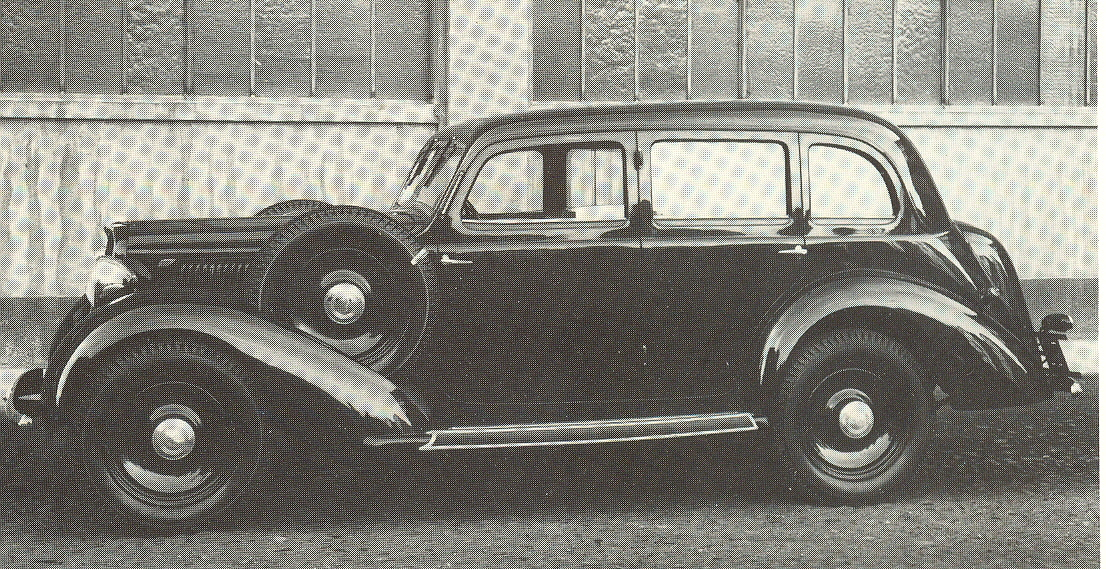
Fiat 518 Colonial Royal Army

Las distintas versiones alcanzaban la siguiente velocidad máxima:
- 518 C (con motor de 1758 cm³): 100 km/h
- 518 C (con motor de 1944 cm³): 105 km/h
- 518 Colonial: 85 km/h
- 518 L (con motor de 1758 cm³): 98 km/h
- 518 L (con motor de 1944 cm³): 102 km/h
- 518 S: 115 km/h

Se ha comercializado en tres versiones: sedán (dos y cuatro puertas), cabriolet (dos y cuatro puertas) y spider (dos puertas).
Otro coche Fiat era conocido con el nombre de "Ardita", 527 (más precisamente se llamaba  Ardita 2500 ). Era un modelo con acabados elegantes y equipado con un motor un seis cilindros en línea de 2516 cm³ de desplazamiento. Fue fabricado en 1000 ejemplares.
El "518 Ardita" también se fabricó en el extranjero y más precisamente en:
- Francia : bajo el nombre de  'Simca-Fiat 11cv'  desde 1934 hasta 1937. Fue producido en 2200 copias;
- Polonia :  'Fiat-Polski 518'  desde 1937 a 1939 desde PZInż bajo licencia de Fiat en su fábrica en Varsovia.[1]

En Italia se hicieron 8794 copias.